# Alexander Anderson (mathématicien)
Pour les articles homonymes, voir Alexander Anderson et Anderson.
Alexander Anderson (vers 1582- vers 1620) est un mathématicien écossais né à Aberdeen. 
Il contribua avec Marin Ghetaldi et Frans van Schooten à faire connaître l'algèbre nouvelle de François Viète.

## Biographie

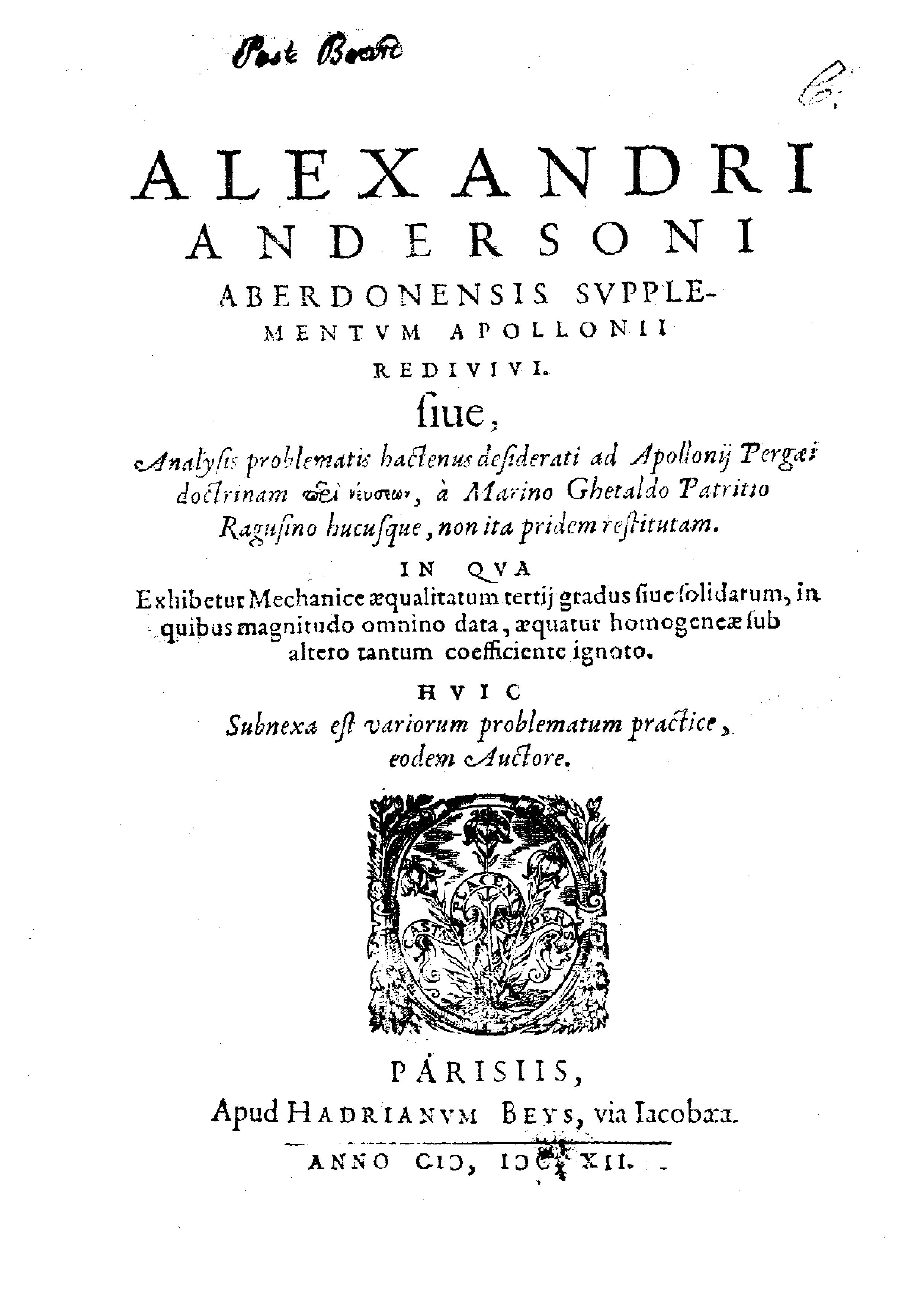
Supplementum Apollonii redivivi, 1612

On ne sait rien de sa formation ; les auteurs s'accordent à penser qu'elle eut lieu à l'université d'Aberdeen. Il s'établit, encore jeune, sur le continent et enseigna les mathématiques comme professeur privé à Paris. Il se lia à François Viète dont il semble avoir été l'un des derniers secrétaires, à son compatriote James Hume, ainsi qu'à Marin Ghetaldi. Il publia plusieurs monographies d'algèbre et de géométrie entre 1612 et 1619.
Les héritiers de François Viète lui confièrent les manuscrits du célèbre algébriste afin qu'il les publie. Il semble que Pierre Aleaume, secrétaire du maître des requêtes ait transmis ces manuscrits à son fils, Jacques Aleaume, et que celui-ci les ait confié à Anderson.
Quoiqu'il fût peu de temps lié au mathématicien des Parthenay, il s'attrista grandement de sa mort et écrivit à ce propos :  prœcipiti et immature autoris fato (...) nobis certe. Iniquissimo. Toutefois, il ne fut pas seulement l'éditeur du maîtres des requêtes d'Henri III et d'Henri IV. Enrichissant le texte de Viète, et le commentant, il en donna des démonstrations propres et produisit ses propres applications à la géométrie analytique naissante. 
Les œuvres d'Anderson tiennent en six minces volumes in-quarto, et comme le dernier parut en 1619, il est probable que leur auteur est mort vers cette date. Des ouvrages d'Alexander Anderson semblent s'être perdus notamment des travaux de stéréographie et des travaux de mesure de jauge, inspirés de Kepler.
Le mathématicien ragusan Marin Ghetaldi avait beaucoup de considération pour les travaux d'Anderson et le mathématicien et philosophe Mersenne en faisait grand cas d'après Michel Chasles :
« Anderson avait écrit plusieurs ouvrages sur l'analyse géométrique des Anciens, qui n'ont pas été publiés. Mersenne, dans son livre de la Vérité des sciences (1825, in-lS; p. 752), fait un grand éloge de ce géomètre, qui, pendant sa vie, dit-il, n'a pas été traité selon son mérite, bien qu'il put approcher d'Archimède et d'Apollonius. Puis il ajoute qu'Anderson avait préparé plusieurs ouvrages pour suppléer à ceux des Anciens, qui ne nous sont pas parvenus ; et il engage les personnes qui les possèdent à ne pas en priver les sciences ».
Alexander fut le cousin germain de M. David Anderson de Finshaugh (ou Finzaech), qui lui aussi s'adonna aux mathématiques. Une fille de ce David Anderson eut pour fils James Gregory. C'est par leurs documents familiaux qu'on a pu connaître approximativement sa date de naissance.
Martin Ruzé de Beaulieu, secrétaire d'État de Louis XIII, le protégea et Anderson eut part à son testament d'après l'historien écossais Thomas Dempster, d'après la même source, le traducteur de Pétrone, Jean Bourdelot lui a dédié son édition du Satyricon (Paris, 1618, in -12).

## Œuvres
Ses travaux se découpent en six minces in-quarto :
- En 1612 : Supplementum Apollonii Redivivi sive analysis problematis bactenus desiderati ad Apollonii Pergaei doctrinam a Marino Ghetaldo Patritio Regusino hujusque non ita pridem institutam, in-quarto édité à Paris[8].

- En 1615 : Ad Angularum Sectionem Analytica Theoremata F. Vieta primum excogitata at absque ulla demonstratione ad nos transmissa, iam tandem demonstrationibus confirmata ; in-quarto édité à Paris[9],[10].

- La même année : Pro Zetetico Apolloniani problematis a se jam pridem edito in supplemento Apollonii Redivivi Zetetico Apolloniani problematis a se jam pridem edito in supplemento Apollonii Redivivi ; in qua ad ea quae obiter inibi perstrinxit Ghetaldus respondetur, in-quarto édité à Paris.

- En 1615 : Francisci Vietae Fontenaeensis de aequationum recognitione et emendatione tractatus duo per Alexandrum Andersonum, édité à Paris, chez Jean Laquehay in quarto, 135 p[11].

- En 1617 : Animadversionis in Franciscum Vietam, a Clemente Cyriaco nuper editae brevis diakrisis, édité par Jean Laquehay à Paris, contre les attaques récentes imprimées par Denis Henrion à l'encontre de Marino Ghetaldi.

- La même année : Vindiciae Archimedis, sive Elenchus cyclometriae novae a Philippo Lansbergio nuper editae, per Alexandrum Andersonum.

- En 1619 : Alexandri Andersoni Scoti — Exercitationum Mathematicarum Decas Prima, in-quarto publié à Paris[12], lire en ligne.

La mort d'Alexander Anderson ou celle de la fille de Viète interrompirent ses publications.

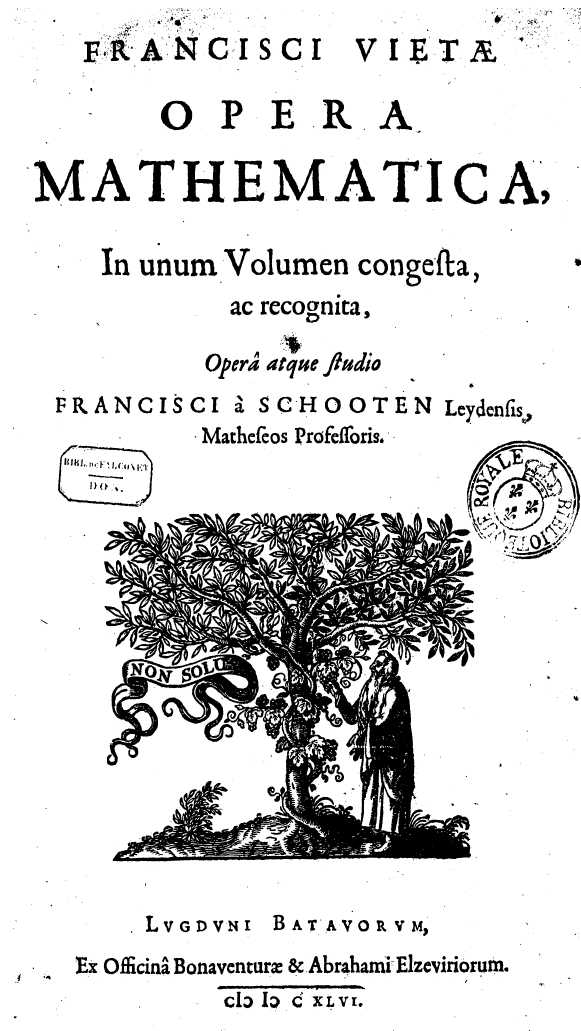
Opera Mathematica publié à Leyde en 1646 par Bonaventure et Abraham Elzevier.